# Lake Maurice
Lake Maurice är en sjö i Australien. Den ligger i delstaten South Australia, omkring 940 kilometer nordväst om delstatshuvudstaden Adelaide. Lake Maurice ligger 193 meter över havet. Arean är 323 kvadratkilometer. Den sträcker sig 27,2 kilometer i nord-sydlig riktning, och 25,8 kilometer i öst-västlig riktning.
Omgivningarna runt Lake Maurice är i huvudsak ett öppet busklandskap. Trakten runt Lake Maurice är nära nog obefolkad, med mindre än två invånare per kvadratkilometer. Genomsnittlig årsnederbörd är 291 millimeter. Den regnigaste månaden är februari, med i genomsnitt 56 mm nederbörd, och den torraste är augusti, med 7 mm nederbörd.